# یالو-گورونگو

یالو-گورونگو شهری در شهرستان کایائو در استان بازگا در بورکینافاسوی مرکزی است و جمعیت آن ۱۵۶۱ نفر است.